# Euphorbia cannellii
Euphorbia cannellii es una especie fanerógama perteneciente a la familia Euphorbiaceae. Es endémica de Angola .

## Descripción
Casi sin tallo, extendiéndose a veces de forma desordenada,  son arbustos espinosos, suculentos que alcanza un tamaño de ± 70 cm de altura (normalmente menos), y hasta 3 m de diámetro, con las ramas extendidas, en arco ascendente.

## Ecología
Se encuentra entre las rocas en el bosque y la sombra de arbustod de Adansonia; a menudo, en afloramientos rocosos expuestos.
Miembro de un grupo de arbustos acaulescentes con estrecha relación  Euphorbia atrocarmesina, Euphorbia dekindtii, Euphorbia semperflorens, Euphorbia williamsonii.

## Taxonomía
Euphorbia cannellii fue descrita por Leslie Charles Leach y publicado en García de Orta, Série de Botânica 2: 47. 1974.
Etimología
Euphorbia: nombre genérico que deriva del médico griego del rey Juba II de Mauritania (52 a 50 a. C. - 23), Euphorbus, en su honor – o en alusión a su gran vientre –  ya que usaba médicamente Euphorbia resinifera. En 1753 Carlos Linneo asignó el nombre a todo el género.
cannellii: epíteto otorgado en honor de Ian C. Cannell, un ingeniero de Zimbabue que trabajó y viajó con L.C.Leach y otros botánicos recolectando plantas.